# Agliano Terme
Agliano Terme (Ajan en piemontès) és un municipi situat al territori de la província d'Asti, a la regió del Piemont (Itàlia).
Limita amb els municipis de Calosso, Castelnuovo Calcea, Costigliole d'Asti, Moasca i Montegrosso d'Asti.
Pertanyen al municipi les frazioni d'Agliano, Bansella, Bologna, Crena, Dani, Dogliano, Fons Salutis, Fonte San Rocco, Goretta, Mola, Montà, Salere, San Bernardino, San Rocco, Vialta i Vianoce.

## Galeria fotogràfica

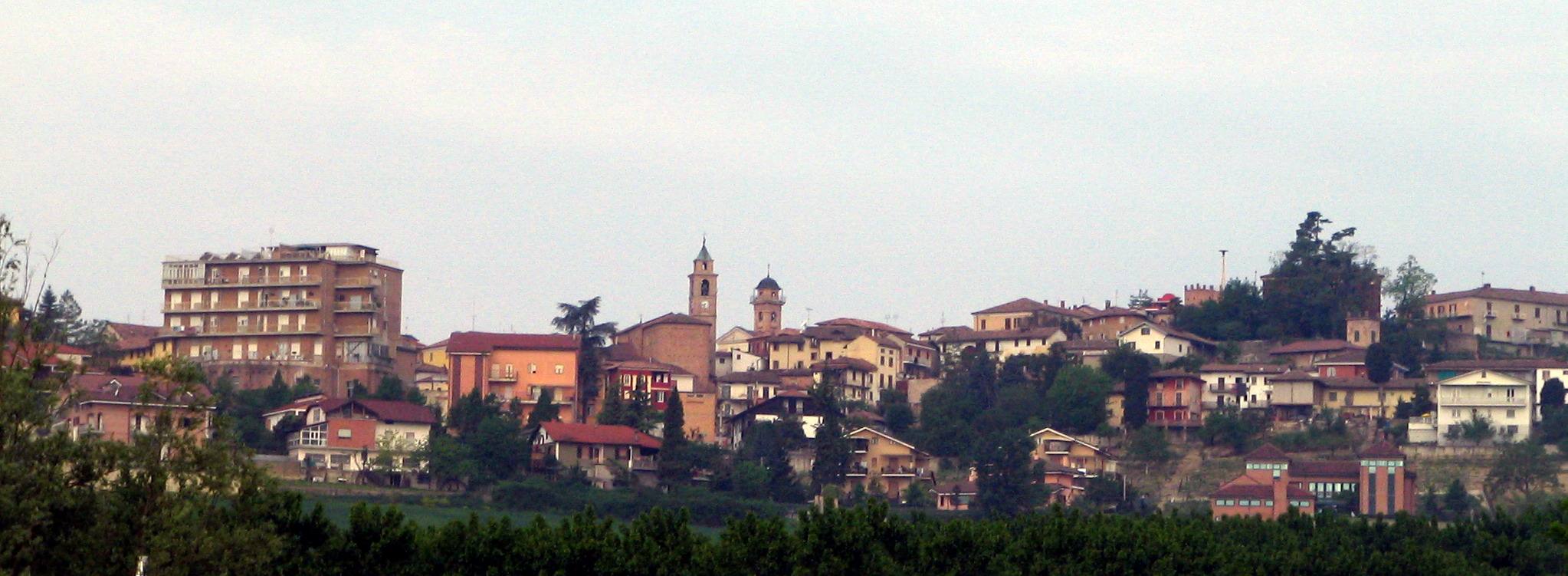
Vista del poble